# Olympisch Stadion (Helsinki)

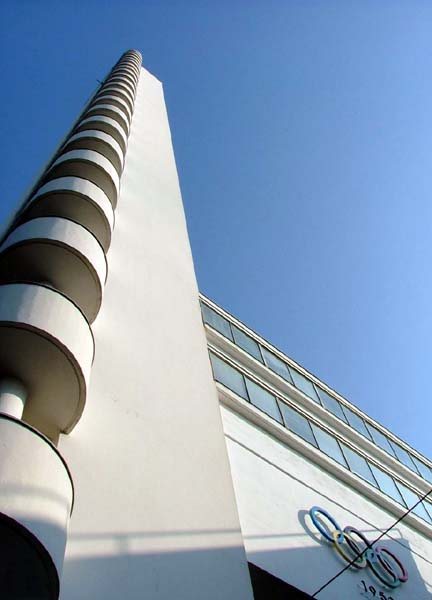
De toren van het stadion

Het Olympiastadion van Helsinki (Fins: Helsingin Olympiastadion, Zweeds: Helsingfors Olympiastadion) is een stadion in de Finse hoofdstad Helsinki. Het stadion heeft een capaciteit van 40.600 toeschouwers en bevindt zich in het stadsdeel Töölö.
Het stadion werd in 1938 opgeleverd naar een functionalistisch ontwerp van Yrjö Lindegren en Toivo Jäntti. De Spelen van 1940 hadden er moeten plaatsvinden, maar deze werden wegens het uitbreken van de Tweede Wereldoorlog uiteindelijk afgelast. In 1952 vonden er alsnog Olympische Spelen plaats. Destijds pasten er 70.000 toeschouwers in. In de jaren negentig werd de capaciteit van het stadion bij een verbouwing en restauratie drastisch teruggebracht.
Karakteristiek is de 72,71 meter hoge toren. De hoogte komt overeen met de afstand die de speerwerper Matti Järvinen in 1932 olympisch goud had opgeleverd. De toren is als uitzichttoren te beklimmen.
Het stadion stond afgebeeld op de achterzijde van het laatste 10-markkabiljet.
Tijdens de wereldkampioenschappen atletiek die in 2005 in dit stadion werden gehouden, won de Nederlander Rens Blom goud bij het polsstokhoogspringen met een hoogte van 5,80 meter. Daarmee was hij de eerste Nederlander die een gouden medaille won tijdens de wereldkampioenschappen atletiek.
In het stadium bevindt zich het Fins sportmuseum. Het museum laat aan de hand van 2000 posters, 200.000 foto's en 30.000 andere objecten de geschiedenis van de sport zien. Het oudste object in de collectie is een ski uit de 5e eeuw. Het museum heeft een speciale zaal ingericht gewijd aan de spelen van 1952.

## Belangrijke evenementen
- 1952: Olympische Spelen 1952
- 1971: Europese kampioenschappen atletiek 1971
- 1983: Eerste Wereldkampioenschappen atletiek 1983
- 1994: Europese kampioenschappen atletiek 1994
- 2005: Wereldkampioenschappen atletiek 2005
- 2009: Europees kampioenschap voetbal vrouwen 2009
- 2012: Europese kampioenschappen atletiek 2012

## Concerten
- The Rolling Stones 2 september 1970
- Dire Straits 4 augustus 1992
- The Rolling Stones 6 juni 1995
- Bon Jovi 19 juli 1996
- Tina Turner 7 augustus 1996
- U2 9 augustus 1997
- Michael Jackson 18 en 20 augustus 1997
- Elton John 25 juni 1998
- The Rolling Stones 5 augustus 1998
- Mestarit 5 augustus 1999
- AC/DC 26 June 2001
- Bruce Springsteen 16 en 17 augustus 2003
- The Rolling Stones 16 juli 2003
- Metallica 28 mei 2004
- Paul McCartney 17 juni 2004
- Genesis 11 juni 2007
- Metallica 15 juli 2007
- The Rolling Stones 1 augustus 2007
- Bruce Springsteen 31 juli 2012
- Madonna 12 augustus 2012
- Iron Maiden 20 juli 2013
- Muse 27 juli 2013